# Israël op de Olympische Winterspelen 2006
Israël nam deel aan de Olympische Winterspelen 2006 in Turijn, Italië. De vijf sporters wonnen geen medailles.

## Deelnemers
| Sport              | Naam                              | Discipline          | Klassering | Resultaten                                                  |
| ------------------ | --------------------------------- | ------------------- | ---------- | ----------------------------------------------------------- |
| Alpineskiën mannen | Mikail Renzhin                    | Reuzenslalom Slalom | 32e 37e    | 1e run 1.28,97, 2e run 1.31,44 1e run 1.01,83, 2e run 58,90 |
| Kunstschaatsen     | Galit Chait Sergei Sakhnovski     | IJsdansen           | 8e         | Verpl.kür 31.07, Org.kür 55.65, Vrije kür 94.44 pnt         |
| Kunstschaatsen     | Alexandra Zaretski Roman Zaretski | IJsdansen           | 20e        | Verpl.kür 23.51, Org.kür 41.21, Vrije kür 71.08 pnt         |

Albanië · Algerije · Amerikaanse Maagdeneilanden · Andorra · Argentinië · Armenië · Australië · Azerbeidzjan · België · Bermuda · Bosnië en Herzegovina · Brazilië · Bulgarije · Canada · Chili · China · Chinees Taipei · Costa Rica · Cyprus · Denemarken · Duitsland · Estland · Ethiopië · Finland · Frankrijk · Georgië · Griekenland · Groot-Brittannië · Hongarije · Hongkong · Ierland · IJsland · India · Iran · Israël · Italië · Japan · Kazachstan · Kenia · Kirgizië · Kroatië · Letland · Libanon · Liechtenstein · Litouwen · Luxemburg · Macedonië · Madagaskar · Moldavië · Monaco · Mongolië · Nederland · Nepal · Nieuw-Zeeland · Noord-Korea · Noorwegen · Oekraïne · Oezbekistan · Oostenrijk · Polen · Portugal · Roemenië · Rusland · San Marino · Senegal · Servië en Montenegro · Slovenië · Slowakije · Spanje · Tadzjikistan · Thailand · Tsjechië · Turkije · Venezuela · Verenigde Staten · Wit-Rusland · Zuid-Afrika · Zuid-Korea · Zweden · Zwitserland